# Kavalan jezik
Kavalan jezik (ISO 639-3: ckv; cabaran, kabalan, kabaran, kamalan, kavanan, kavarauan, kebalan/kbalan, kbaran, kibalan, kiwaraw, kiwarawa, kuvalan, kuvarawan, kuwarawan, kvalan, shekwan), jezik naroda Kavalan ili Kuvalan sa sjeveroistočne obale Tajvana. Pripada velikoj austronezijskoj porodici, istočnoformoška skupina unutar koje s jezikom basay [byq] čini sjevernu podskupinu.
Pripadnici naroda Kavalan jezično su gotovo potpuno sinizirani; svega 24 govornika (2000 P. Li) od etničkih 200.

## Vanjske poveznice
- Ethnologue (14th)
- Ethnologue (15th)